# Mumford (film)
Pour les articles homonymes, voir Mumford.
Pour plus de détails, voir Fiche technique et Distribution.
Mumford est un film américain réalisé par Lawrence Kasdan, sorti en 1999.

## Synopsis
Dans une petite bourgade américaine, les vies tumultueuses de divers patients suivis par un psychologue pas si intègre que ça...

## Fiche technique
- Titre : Mumford
- Réalisation : Lawrence Kasdan
- Scénario : Lawrence Kasdan
- Musique : James Newton Howard
- Photographie : Ericson Core
- Montage : Carol Littleton & William Steinkamp
- Production : Lawrence Kasdan & Charles Okun
- Société de production : Touchstone Pictures
- Société de distribution : Buena Vista Pictures Distribution
- Pays :  États-Unis
- Langue : Anglais
- Format : Couleur - DTS - Dolby Digital - SDDS - 35 mm - 2.35:1
- Genre : Comédie dramatique
- Durée : 107 min

## Distribution
- Loren Dean (VF : Emmanuel Curtil) : Dr. Mumford
- Hope Davis : Sofie Crisp
- Jason Lee (VF : Jérôme Pauwels) : Skip Skipperton
- Alfre Woodard : Lily
- Mary McDonnell : Althea Brockett
- Pruitt Taylor Vince : Henry Follett
- Zooey Deschanel : Nessa Watkins
- Martin Short : Lionel Dillard
- David Paymer : Dr. Ernest Delbanco
- Jane Adams : Dr. Phyllis Sheeler
- Kevin Tighe : M. Crisp
- Dana Ivey : Mme Crisp
- Ted Danson : Jeremy Brockett
- Jason Ritter : Martin Brockett
- Elisabeth Moss : Katie Brockett

## Anecdotes
- Premier film pour Zooey Deschanel.
- Jason Lee, ayant acquis une formation professionnelle dans le skateboard, effectue lui-même ses figures.
- Hope Davis et Dana Ivey se retrouvent un an après le film Les Imposteurs.

## Réception

### Accueil critique
Mumford rencontre un accueil critique mitigé, recueillant 56 % d'avis positifs sur le site Rotten Tomatoes,basé sur 77 commentaires collectés et une note moyenne de 5.9⁄10. Toutefois, dans la catégorie Top Critics du même site, il recueille 64 % d'avis positifs, basé sur 22 commentaires collectés et une note moyenne de 6.5⁄10.